# 大韓民国国政広報処
国政広報処（こくせいこうほうしょ）は、1999年1月から2008年2月まで存在した大韓民国の国家行政機関。韓国語では「国政弘報処」と記す。
韓国国政に対する国内外広報、政府内の広報業務調整、国政に対する世論の収斂化、及び政府発表に関する事務を担当。ソウル特別市鍾路区世宗路55の、政府中央庁舍内に本部があった。

## 歴史
- 第一共和国時代
  - 1948年11月 - 公報処（処は日本の庁に該当）発足。職務は、法令公布及び政府発表と、政府関連の情報・宣伝・統計・印刷・出版・映画（映像情報）に関する事務の引き受け。
  - 1956年2月 - 公報処廃止。
- 国家再建最高会議（軍政）時代
  - 1961年6月 - 公報部（部は日本の省に該当）発足。
- 第三共和国時代
  - 1968年7月 - 文化公報部に改称。
- 第六共和国時代
  - 1990年1月 - 文化公報部から分離し、公報処を新設。
  - 1998年2月 - 公報処を廃止し、国務総理管轄下の公報室を新設。
  - 1999年1月 - 大統領令によって国政広報処を新設。
  - 2008年2月 - 廃止され、文化体育観光部に吸収される。

## 組織
2005年8月2日の組織改編以降

### 幹部
- 処長（政府代弁人兼任）
  - 広報分析官（2007年8月22日から広報分析団）
  - 代弁人（2007年8月22日から。政策広報管理室長が兼任）
- 次長

### 下部組織
- 運営支援チーム
- 政策広報管理室（2007年8月22日に広報企画団を改編）

韓国国内外への広報に関する総合企画、国内外の世論調査、政府の施策に関する広告、広報刊行物発刊などを担当。
- 広報協力団

各部（部は日本の省に該当）の諸政策広報の協助・調整、各部処（処は日本の庁に該当）の公報活動の支援、政府発表及び言論ブリーフィングに関する業務などを担当。
- 広報分析団（2007年8月22日に広報分析官を拡大・改編）
- コンテンツ運営団（2007年8月22日にメディア支援団を改称）

インターネットなどを活用した国政広報の総括運営、各種国政資料の電子的提供、マスコミの報道・論評の収集・分析業務を担当。インターネットニュースサイトである国政ブリーフィングを運営。
- 政策ポータル運営団（2006年3月10日設置）

### 所属機関
- 海外広報院

韓国のイメージ向上のための海外広報を総括する機構であり、在外の文化公報院の運営、海外言論の韓国取材支援、韓国紹介資料の製作などの業務を担当。
- 韓国政策放送院（2007年8月22日に映像広報院を改称）

ケーブル・衛星・インターネットなどを通じて、公共TVチャンネル「KTV」を運営しており、政府映像物の製作・保存、公共機関映像物の製作サポートなどの業務を担当。